# Pseudepunda
Pseudepunda là một chi bướm đêm thuộc họ Noctuidae.